# Municipio de Spring (condado de Berks)
El municipio de Spring (en inglés: Spring Township) es un municipio ubicado en el condado de Berks en el estado estadounidense de Pensilvania. En el año 2000 tenía una población de 21.805 habitantes y una densidad poblacional de 462.1 personas por km².

## Geografía
El municipio de Spring se encuentra ubicado en las coordenadas 40°21′00″N 75°59′29″O / 40.35000, -75.99139.

## Demografía
Según la Oficina del Censo en 2000 los ingresos medios por hogar en la localidad eran de $56,025 y los ingresos medios por familia eran $63,724. Los hombres tenían unos ingresos medios de $45,910 frente a los $29,476 para las mujeres. La renta per cápita para la localidad era de $26,493. Alrededor del 1,8% de la población estaba por debajo del umbral de pobreza.